# ديتليف مولر
ديتليف مولر (21 مايو 1965 في ألمانيا - ) هو لاعب كرة قدم تركيا وألماني في مركز حراسة المرمى. لعب مع أنطاليا سبور وقونيا سبور ونادي بوخوم ونادي طرابزون سبور وSarıyer S.K. ‏ وكوجالي سبور ووستفاليا هيرنه ‏.

## وصلات خارجية
- ديتليف مولر على موقع اتحاد تركيا (لاعب) (الإنجليزية)
- ديتليف مولر على موقع اتحاد تركيا (مدرب) (الإنجليزية)
- ديتليف مولر على موقع قاعدة بيانات كرة القدم.إي يو (الإنجليزية)
- ديتليف مولر على موقع Soccerway.com (الإنجليزية)
- ديتليف مولر على موقع عالم كرة القدم.نت (الإنجليزية)